# Acido pentadecanoico
L'acido pentadecanoico è un acido grasso saturo composto da 15 atomi di carbonio, notazione delta: 15:0. Come la maggior parte degli acidi grassi lineari con un numero dispari di atomi di carbonio, l'acido pentadecanoico si presenta in concentrazioni più basse in natura rispetto agli acidi grassi con un numero pari di atomi di carbonio. Come probabile derivato per α-ossidazione dell'acido palmitico è stato rilevato a basse concentrazioni (< 1%) in migliaia di analisi di oli di semi ma non esiste una specifica famiglia vegetale caratterizzata da oli di semi con alto tenore di acido pentadecanoico. Singole analisi hanno rilevato tenori relativamente alti di acido pentadecanoico nell'olio di semi di Adansonia spp (2,4%), Mandarino (2,41%), Cetriolo (2,3%), Cocomero (1,6%) Fico (1,8%) non confermati da altre analisi.
Si trova invece tipicamente a concentrazioni da 0,7% a 1,9% nel latte di vacca, assieme a minime concentrazioni degli isomeri ramificati iso ( i-15:0 o acido 13-metiltetradecanoico ) e anteiso  (ai-15:0 o acido 12-metiltetradecanoico).
La presenza costante nel latte e latticini di acidi pentadecanoici , nel burro la somma delle loro concentrazioni può raggiungere il 2,5%, fa ritenere la presenza di acido pentadecaenoico nel siero sanguigno un indicatore del consumo abituale di latte e latticini. È presente a concentrazioni tipicamente dello 0,43% anche nella carne dei ruminanti.
Può essere rilevato, a concentrazioni fino al 2% negli oli di alcuni pesci.